# Junkers W 34
Lo Junkers W 34, in seguito indicato come Junkers Ju 34, fu un aereo di linea e da trasporto monomotore ad ala bassa e fusoliera interamente metallica, sviluppato dall'azienda aeronautica tedesca Junkers Flugzeug- und Motorenwerke AG all'inizio degli anni venti ed entrato in servizio nel 1926.
Da questo modello verrà sviluppato lo Junkers Ju 46.

## Storia del progetto
Il W 34 era direttamente derivato dal precedente W 33 del quale manteneva l'impostazione generale con la fusoliera interamente costruita in duralluminio. La principale differenza con il suo predecessore era l'adozione di un motore radiale in luogo del sei cilindri in linea Junkers L 5. Nella versione di linea poteva trasportare 5 passeggeri oltre il pilota.
Fu sicuramente un ottimo successo commerciale e grazie anche alle numerose versioni proposte per il mercato civile riuscì a raggiungere la considerevole cifra di 1 000 esemplari prodotti. Il prezzo unitario di vendita risultava essere tra i 65 000 e 70 400 Reichsmark.
Una commissione da parte del Reichsluftfahrtministerium (RLM) per dotare la Luftwaffe di un aereo da addestramento per piloti ed operatori radio portò alla produzione di ulteriori 2 400 esemplari tra le due versioni W 34 hi e W 34 hau.
Al 31 gennaio 1944, la Luftwaffe aveva ancora in servizio 618 esemplari di W 34 hi e 516 esemplari di W 34 hau, la maggior parte dei quali utilizzati nelle scuole di volo.
Da questo modello se ne realizzò una militare denominata Junkers K 43 che ricoprì i ruoli di bombardiere ed ricognitore, dotandolo di aperture per le postazioni di difesa dotate di mitragliatrici sul tetto e sul pavimento della cabina. Soprannominati "Bush Bomber", vennero utilizzati dalla Fuerza Aérea Boliviana tra il 1932 ed il 1935 durante il conflitto tra Bolivia e Paraguay per il controllo della regione del Gran Chaco, nota come Guerra del Chaco.

### Aziende coinvolte nella produzione
Per soddisfare le richieste delle versioni da addestramento la produzione fu suddivisa nelle seguenti aziende:
- W 34 hi
  - Junkers Flugzeugwerke AG (105 velivoli costruiti)
  - Henschel Flugzeugwerke AG (430)
  - Allgemeine Transportanlagen-Gesellschaft mbH (ATG) (94)
  - Dornier-Werke GmbH, stabilimento di Wismar (58)
  - Hamburger Flugzeugbau GmbH (HFB) (69)
  - Weser Flugzeugbau GmbH (Weserflug) (221)
- W 34 hau
  - Henschel Flugzeugwerke AG (329)
  - Arado Flugzeugwerke GmbH, stabilimento di Brandeburgo (205)
  - Allgemeine Transportanlagen-Gesellschaft (ATG) (105)
  - Dornier-Werke GmbH, stabilimento di Wismar (93)
  - Hamburger Flugzeugbau GmbH (HFB) (192)
  - Mühlenbau und Industrie Aktiengesellschaft (MIAG), stabilimento di Braunschweig (73)

## Impiego operativo

### Primati
Uno Junkers W 34 be/b3e, immatricolato D-1119, fu opportunamente modificato motorizzandolo con un potente motore Bristol Jupiter VII da 441 kW al fine di battere il record mondiale di altitudine. Il 26 maggio 1929, pilotato da Friedrich W. Neuenhofen, il W 34 riuscì a raggiungere i 12 739 m riuscendo a battere l'allora primato in vigore.

## Versioni
- W 34 a: dotato di motorizzazione Gnome et Rhône da 331 kW. Velocità massima 190 km/h, apertura alare 17,75 m e lunghezza 11,10 m.
- W 34 be: dotato di motorizzazione Gnome et Rhône da 375 kW. Velocità massima 230 km/h, apertura alare 17,75 m e lunghezza 10,70 m.
- W 34 be/b3e: dotato di motore Bristol Jupiter VII da 441 kW. Utilizzato per tentare di battere il record mondiale di altitudine.
- W 34 ci: dotato di motore Pratt & Whitney R-1690 Hornet da 405 kW. Velocità massima 245 km/h, equipaggiato con cabina vetrata.
- W 34 di: simile al W 34 ci ma dotato di motore BMW Hornet, il P&W Hornet prodotto su licenza in Germania dalla BMW.
- W 34 f: dotato di motorizzazione Gnome et Rhône da 331 kW. Velocità massima 190 km/h, apertura alare 18,48 m e lunghezza 11,10 m. Equipaggiato con abitacolo chiuso, alettoni allungati dotato di un'apertura merci per le versioni da esportazione.
- W 34 f: prototipo di versione idrovolante dotato di galleggianti laterali.
- W 34 fa: versione aereo di linea da esportazione.
- W 34 fä: versione da esportazione.
- W 34 fo: versione da esportazione dotata di un motore Pratt & Whitney R-1340.
- W 34 fy: dotato di motore Armstrong Siddeley Panther
- W 34 fao: dotato di motore Siemens-Halske Sh 20 da 397 kW, prodotto in un solo esemplare per collaudare un sistema di pilotaggio automatico.
- W 34 fei: dotato di motore Siemens-Halske Sh 20 U da 441 kW, prodotto in un solo esemplare per collaudi per una versione idrovolante.
- W 34 fg: dotato di motore Armstrong Siddeley Jaguar Major.
- W 34 fue: dotato di motore Pratt & Whitney R-1690 Hornet, successivamente riassemblato come idrovolante.
- W 34 fi: dotato di motore Hornet da 405 kW, sia di produzione Pratt & Whitney che sul licenza. Velocità massima 260 km/h, apertura alare 18,48 m e lunghezza 11,27 m. Equipaggiato con abitacolo chiuso e pneumatici a bassa pressione.
- W 34 gi: dotato di motore BMW Hornet da 405 kW, prodotto in un solo esemplare nel 1933 per test.
- W 34 hi: dotato di motore BMW 132 A/E da 485 kW; il velivolo poteva trasportare fino a 6 passeggeri ed era equipaggiato con apparecchiature di navigazione radar. Questa versione fu in larga parte utilizzata dalla Luftwaffe per addestrare i piloti e gli operatori radio.
- W 34 hau: simile al W 34 hi ma dotato di motore Bramo 322 H da 526 kW; anche questa versione fu in larga parte utilizzata dalla Luftwaffe per addestrare i piloti e gli operatori radio.
- Junkers K 43: versione militare, da bombardamento e ricognizione, dotato di aperture per le mitragliatrici sul tetto ed il pavimento della cabina e di un carico di 8 bombe SC 50 da 50 kg.

## Utilizzatori

### Civili

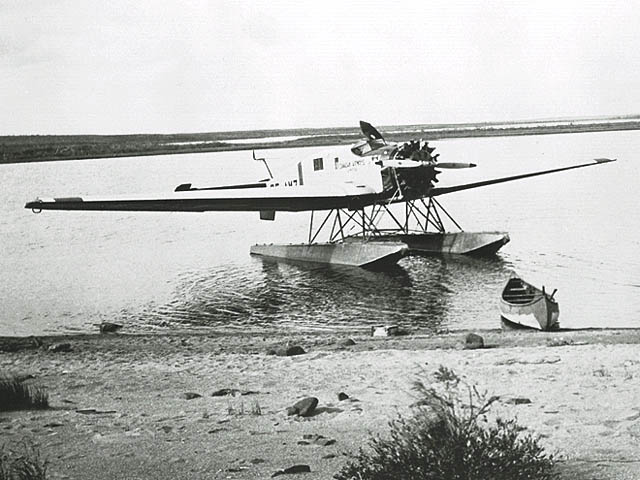
Un W 34 canadese.

Brasile
- Syndicato Condor

 Canada
- Canadian Airways

 Colombia
- SCADTA

### Militari
Argentina
- Servicio Aéronautico del Ejército

 Bolivia
- Fuerza Aérea de Bolivia

 Cina
- Chung-Hua Min-Kuo K'ung-Chün

 Colombia
- Fuerza Aérea Colombiana

 Cecoslovacchia
- Češkoslovenske Vojenske Letectvo

 Finlandia
- Suomen ilmavoimat

 Germania
- Luftwaffe

 Norvegia
- Hærens Flyvevesen

 Papua Nuova Guinea
 Portogallo

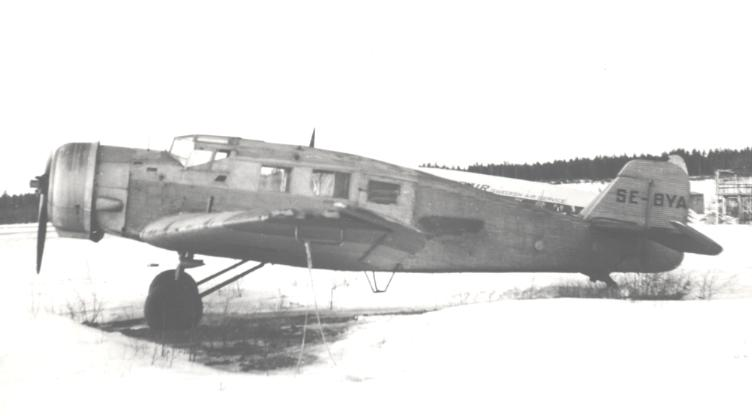
Un W 34 della svedese Svenska Flygvapnet.

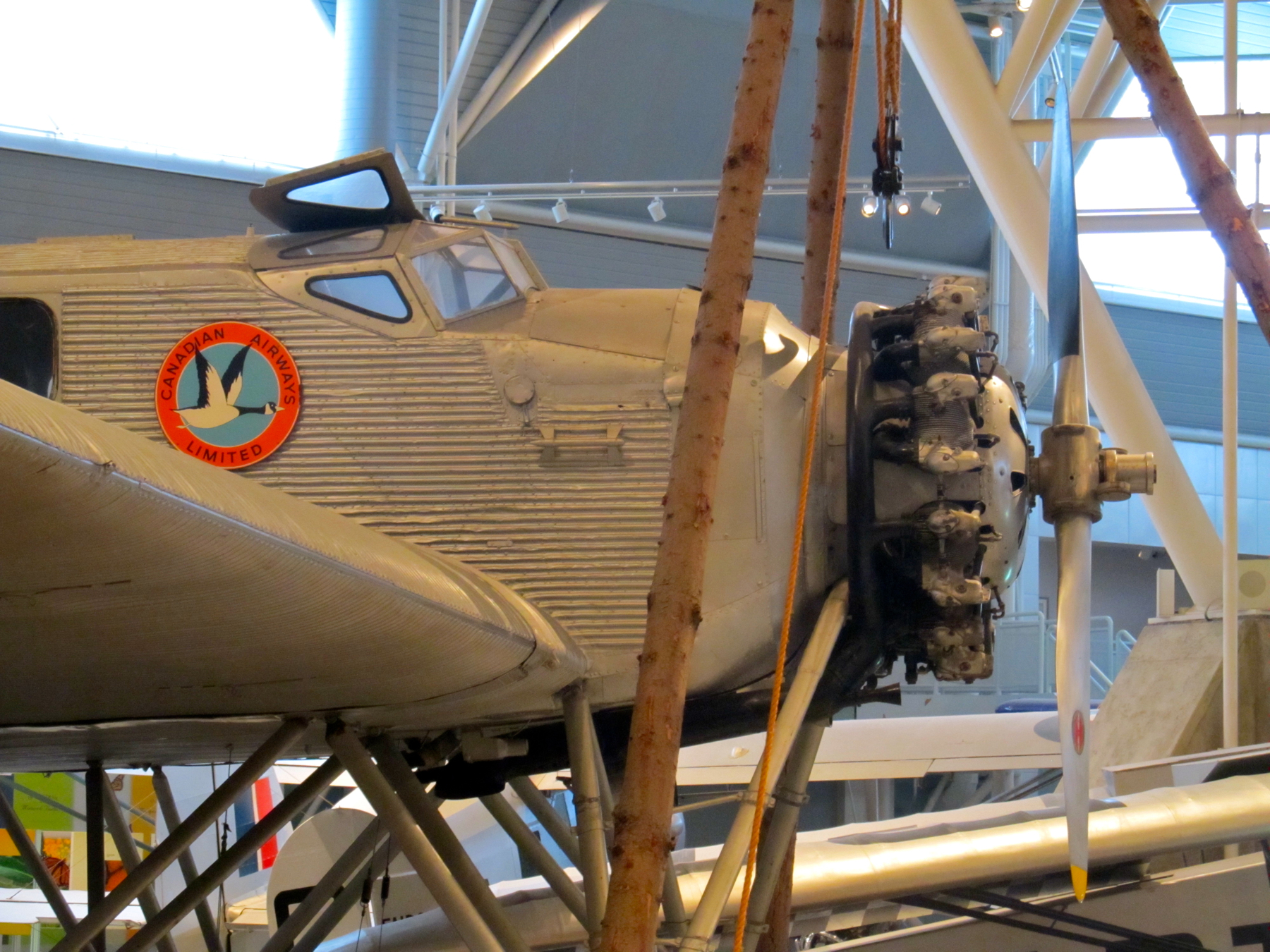
Lo Junkers W34 al "Canadian Air and Space Museum" di Ottawa.

- Aeronáutica Militar (componente aerea dell'esercito portoghese): W 34L
- Aviação Naval (aviazione di marina): variante K 43W

 Spagna
- Ejército del Aire

 Sudafrica
- Royal South African Air Force

 Svezia
- Svenska Flygvapnet